# Kyle Jones
Kyle Jones (Hamilton, 15 november 1984) is een triatleet uit Canada. Hij nam namens zijn vaderland deel aan de Olympische Spelen (2012) in Londen, waar hij eindigde op de 25ste plaats in de eindrangschikking met een tijd van 1:49.58.

## Palmares

### triatlon
- 2005: 9e WK neo-senioren in Gamagōri - 1:55.20
- 2006: 32e WK olympische afstand in Lausanne - 2:02.58
- 2007: 4e Pan-Amerikaanse Spelen - 1:53.05,25
- 2009: 41e WK olympische afstand - 686 p
- 2010: 49e WK olympische afstand - 659 p
- 2011: 4e Pan-Amerikaanse Spelen in Guadalajara - 1:48.45
- 2011: 35e WK olympische afstand - 773 p
- 2012: 25e OS - 1:49.58
- 2012: 15e WK olympische afstand - 2077 p
- 2013: 25e WK sprint afstand in Hamburg - 53.03
- 2013: 27e WK olympische afstand - 1039 p
- 2014: 36e WK olympusche afstand - 953 p
- 2015: DNF Pan-Amerikaanse Spelen in Toronto
- 2016: 37e WK olympische afstand - 573 p